# Никаких добрых дел (2017)
«Никаки́х до́брых дел» (англ. No Good Deed), также известный как «Дэдпу́л: Никаких добрых дел» (англ. Deadpool: No Good Deed) — американский комедийный короткометражный фильм 2017 года с участием одноимённого персонажа комиксов издания Marvel Comics. Фильм был создан и распространён студией 20th Century Fox. Режиссёром выступил Дэвид Литч, а сценаристами Ретт Риз и Пол Верник. В главной роли выступает Райан Рейнольдс. По сюжету, Уэйд Уилсон пытается спасти старика от грабителя, но терпит неудачу, потому что не успевает переодеться в костюм Дэдпула.
Короткометражный фильм был показан в кинотеатрах перед сеансами фильма «Логан» (2017). Фильм был снят в декабре 2016 года и служит тизером к фильму «Дэдпул 2» (2018), но не является трейлером к нему. Многие критики хвалили юмор фильма и его связи с другими фильмами.

## Сюжет
Уэйд Уилсон идёт по улице и слушает музыку — и вдруг видит, что в соседнем переулке бандит грабит старика. Уэйд решает помочь и бежит к телефонной будке, чтобы переодеться в костюм Дэдпула, одновременно звоня художнику по костюмам Алерду, однако его не оказывается на месте. Слышится выстрел, Дэдпул бежит на помощь, но, забежав в переулок, Уэйд видит труп старика, ложится рядом и начинает разговаривать с ним. Во время титров в виде текста излагается изменённый Дэдпулом сюжет повести «Старик и море» Эрнеста Хемингуэя.

## Актёрский состав
- Райан Рейнольдс — Уэйд Уилсон / Дэдпул
- Стэн Ли — в роли самого себя (интернет-версия)

## Производство

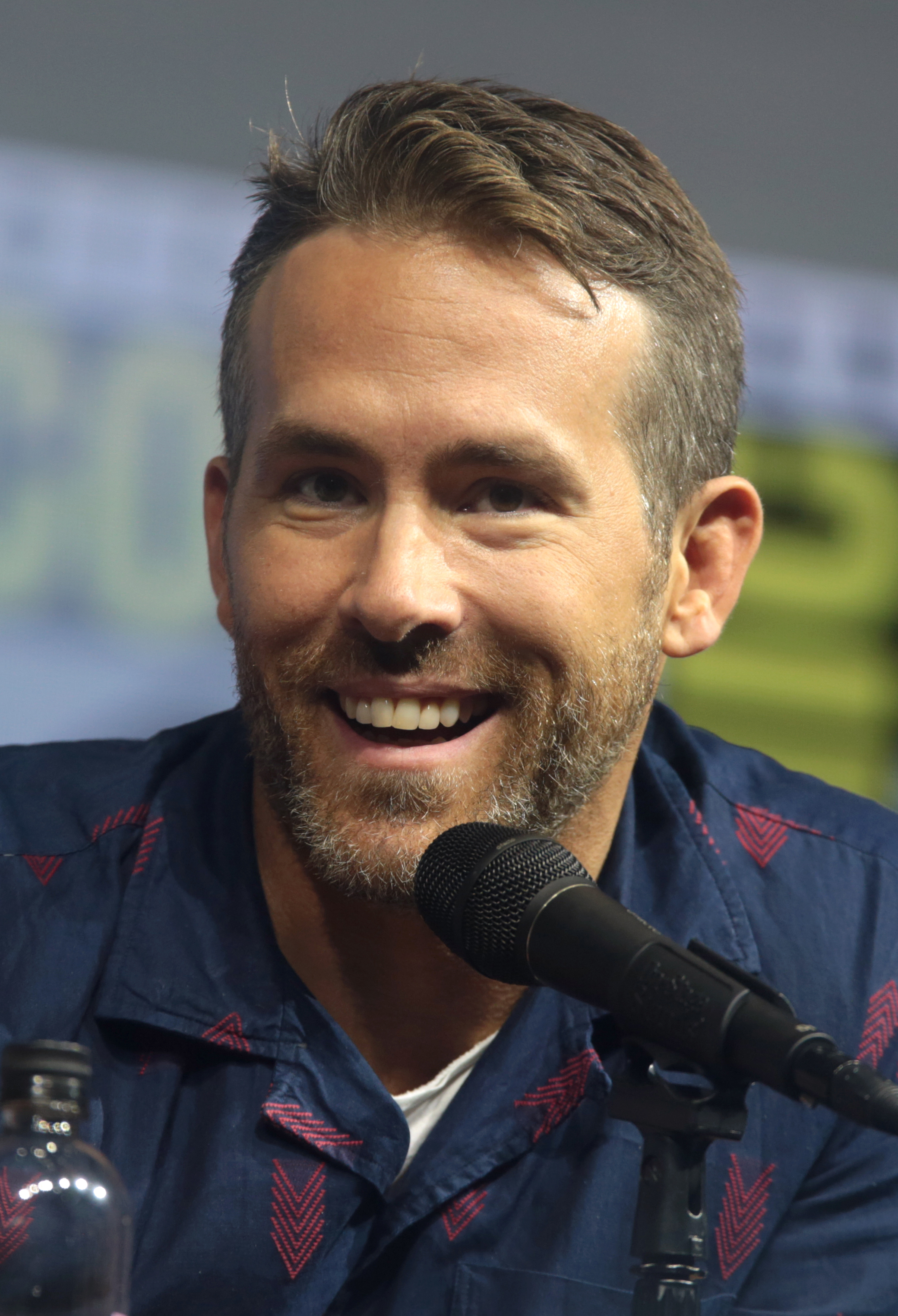
Райан Рейнольдс вновь исполняет роль Дэдпула из фильмов

В декабре 2016 года Дэвид Литч снял сцену с Райаном Рейнольдсом в роли Уэйда Уилсона / Дэдпула, которая первоначально должна была стать сценой после титров фильма «Логан» (2017) и задумывалась как реклама фильма «Дэдпул 2», режиссёром которого Литч был нанят месяцем ранее. Однако Рейнольдс, режиссёр фильма «Логан» Джеймс Мэнголд и актёр Хью Джекман опровергли эту информацию. После того как продолжительность фильма «Логан» была увеличена на три минуты незадолго до его премьеры, появились предположения, что сцена после титров была добавлена, чтобы прорекламировать новый фильм о Людях Икс, но Мэнголд вновь опроверг это. Вместо этого сцена с Дэдпулом была показана в качестве тизера к фильму «Дэдпул 2» перед фильмом «Логан», и декабре 2016 года было подтверждено, что именно эту сцену и снимал Литч. Авторами сценария выступили Ретт Риз и Пол Верник, писавшие сценарии к фильмам о Дэдпуле.
После первоначального показа Риз уточнил, что сцена не является официальным трейлером к «Дэдпулу 2», и ни один из её кадров не должен был появиться в фильме, а является отдельным короткометражным фильмом, который служит «тональным тизером» для «Дэдпула 2». Были созданы две немного отличающиеся друг от друга версии фильма с целью доставить «зрителям в кинотеатре и пользователям интернета немного разные эмоции». Для онлайн-премьеры Рейнольдс назвал короткометражный фильм просто «Никаких добрых дел» (англ. No Good Deed). В данной версии фильма были изменены некоторые диалоги и начальная песня, при этом в фильме появляется Стэн Ли в роли самого себя.
В короткометражном фильме пародируется Супермен, а во время переодевания Уилсона в кабине звучит музыкальная тема Джона Уильямса из фильма «Супермен» (1978). Было отмечено, что «фирменный стиль» операторской работы Литча отличается от стиля, который использовал режиссёр Тим Миллер в фильме «Дэдпул» (2016), на что Верник заявил, что «каждый режиссёр привносит свой взгляд на материал», и они приняли и написали сценарий под его стиль. Сценаристы стремились к тому, чтобы начало короткометражки было похоже на начало фильма «Логан», «чтобы если вы собирались посмотреть „Логана“ и после первого кадра вы подумаете, что это будет Хью [Джекман] в толстовке, а потом, когда это окажется Дэдпул, вы поймёте, что происходит». Они описали короткометражный фильм как абсурдную одноразовую историю, «которая, вероятно, не вписывается в фильм. Это не будет работать в логике фильма, но Дэдпул даёт нам возможность нарушать правила… тон может быть более абсурдным, если мы посчитаем, что это смешно. Это и было нашей целью». В короткометражном фильме есть также несколько отсылок к «Логану»: действие фильма происходит перед кинотеатром, где идёт показ этого фильма, а в переулке виден постер к фильму, при этом Дэдпул пародирует естественный австралийский акцент Джекмана. В конце короткометражки в текстовом режиме быстро показывается отчёт о повести «Старик и море» Эрнеста Хемингуэя, который был написан Дэдпулом. Это было истолковано как намёк на «Логана» и на то, что в этом фильме внимание уделяется пожилым героям.

## Премьера
«Дэдпул: Никаких добрых дел» был показан перед фильмом «Логан» в кинотеатрах Северной Америки начиная с 3 марта 2017 года, дистрибьютором выступила компания 20th Century Fox. Короткометражный фильм был одобрен к показу в Индии на основании того, что вид на ягодицы Рейнольдса, когда Уилсон переодевается в костюм Дэдпула, размыт окнами телефонной будки. Рейнольдс выпустил онлайн-версию короткометражного фильма на платформе YouTube 4 марта того же года, с описанием: «Уэйд и другие девушки из „Сестринства путешествующих штанов“ собираются отправиться в бухту Кэбот». За 48 часов видео просмотрели более 12 миллионов раз. Когда «Дэдпул 2» вышел на домашние носители в августе 2018 года, короткометражный фильм был включён в бонусные дополнения под названием «Deadpool’s Fun Sack 2» (с англ. — «Весёлый мешок Дэдпула 2»).

## Восприятие
Крис Кабин из Collider назвал короткометражный фильм «тёмным, забавным и немного панковским» и сравнил его со сценкой из Saturday Night Live. По его мнению, это был умный ход со стороны Fox — выпустить «кусочек того, что [фанаты] любят» в фильме Миллера, чтобы развеять страхи и слухи после замены Миллера на Литча. Кабин также назвал «умным решением» то, что они оставили короткометражный фильм в тайне от аудитории. Мэтт Руни с сайта JoBlo.com назвал фильм отличным тизером и «прекрасным способом поддержать шумиху вокруг „Дэдпула 2“», несмотря на то, что он не раскрывает ничего о фильме. Мэттью Монагл из ScreenCrush отметил, что фильм доказывает, что «Дэдпул» не был «одноразовым чудом для Рейнольдса и компании», и похвалил его шутки. Он также отметил, что выход короткометражного фильма вместе с «Логаном» — это ещё одна связь между серией фильмов «Люди Икс» и фильмом «Дэдпул», которая указывает на будущие кроссоверы между ними. Эндрю Липтак из The Verge отметил, что короткометражный фильм получился «забавным», обратив внимание на визуальные приколы на заднем плане и камео Стэна Ли, а также заявил: «По крайней мере, это показывает, что в „Дэдпуле 2“ мы можем ожидать такого же непочтительного юмора, как и в первом фильме».
Алекс Лидбитер, пишущий для Screen Rant, отметил, что, несмотря на связь короткометражного фильма с «Логаном» и «Дэдпулом 2», «в конечном итоге это хорошая порция веселья от Дэдпула». Лидбитер также похвалил альтернативную онлайн-версию, поскольку пиратские версии кинотеатральных показов уже появились в сети, а дополнительные сцены в официальной онлайн-версии стали стимулом для фанатов смотреть официальный релиз, а не нелегальный. Трент Мур из Blastr назвал фильм «забавной сценкой» и сказал, что Литч, «похоже, хорошо понимает непочтительный тон, благодаря которому персонаж так хорошо смотрится». Джейкоб Холл из /Film назвал фильм «забавным сюрпризом» и сравнил его с односерийными фильмами Marvel Studios, а также добавил, что «судить пока не о чем, но [Литч] демонстрирует хороший взгляд на комедию», и особенно отметил «смехотворно унылую и ветхую» обстановку. Кори Чичизола из CinemaBlend отметил, что фильм «достаточно крут, чтобы порадовать поклонников Людей Икс», и особенно отметил «сильный синий оттенок, который резко контрастирует с очень ярким и жёлтым миром Дэдпула. С новым режиссёром за камерой, возможно, это был выбор, который мы увидим в „Дэдпуле 2“».
Фанаты предположили, что убитый старик в короткометражке может быть Беном Паркером, дядей героя комиксов Marvel Питера Паркера / Человека-паука, которого убивает грабитель в рамках истории происхождения этого героя. Предположения были связаны с тем, как убивают старика в короткометражке, и с тем, что он несёт мороженое Ben & Jerry’s. В ответ на это Литч «уклончиво» ответил: «Это действительно интересный вопрос», добавив, что зрители должны продолжать размышлять о том, кем мог быть этот старик.